# Congolaise des hydrocarbures

Logo de la Cohydro

La Cohydro (pour Congolaise des hydrocarbures) est une entreprise publique de la République démocratique du Congo, spécialisée dans les hydrocarbures et de leurs produits dérivés, leur achat, importation, exportation, commercialisation et transformation industrielle. Elle fut créée par le décret-loi n° 245 du 9 août 1999.